# William A. Wellman
William Augustus Wellman (Brookline, Massachusetts, 1896. február 29. – Los Angeles, Kalifornia, 1975. december 9.) Oscar-díjas amerikai filmrendező, filmproducer, forgatókönyvíró.
Wellman az Oscar-díját legjobb eredeti történet kategóriában nyerte a Csillag születikért, de háromszoros legjobb rendezői jelölést is magáénak tudhat. Továbbá ő rendezte a Szárnyak című filmet, mely az első produkció, ami legjobb film kategóriában nyert Oscar-díjat.
A filmiparban betöltött helyéért csillagja megtalálható a Hollywood Walk of Fame-en.

## Fiatalkora
Édesapja Arthur Gouverneur Wellman jómódú új-angliai brit és ír felmenőkkel rendelkezett. Wellman ősei között volt a puritán Thomas Wellman, aki 1640. körül érkezett az amerikai kolóniákra, és a walesi születésű Francis Lewis is, aki egyike volt a függetlenségi nyilatkozat aláíróinak. Édesanyja, Cecilia McCarthy ír emigráns volt.
Wellmant a középiskolából eltanácsolták , mert egy bűzbombát dobott az igazgató fejére. Később eladóként, majd egy fatelepen dolgozott. Egy darabig profi jégkorongos is volt, ott látta meg elsőnek Douglas Fairbanks, és javasolta az előnyös külsejű Wellmannek, hogy megpróbálkozhatna a színészettel.

## I. világháború
Az első világháborúban mentőautó sofőrnek sorozták be, de 1917-ben Párizsban belépett a Francia Idegenlégióba, és első amerikaiként a Lafayette Repülős Hadtesthez került, ahol a Vad Bill becenév ragadt rá, és magkapta a croix de guerre-t is. Wellman bevetései során három ellenséges gépet biztosan, míg ötöt valószínűleg megsemmisített. Habár egyszer őt is kilőtték, a zuhanást túlélte, de hátralévő életére megsántult.
A Compiègne-i fegyverszünet után visszatért az Egyesült Államokba, írt egy könyvet a tapasztalatairól, és csatlakozott az Amerikai Légierőhöz, ahol San Diegóban képzett ki új pilótákat.

## Filmes karrierje
Fairbankst lenyűgözték Wellman megtörtént kalandjai, és a népszerű színész segítségével kapott pár apróbb szerepet hollywoodi filmekben. Bár Wellmannek nem tetszett a színészi munka, se az, ahogy a filmvásznon kinézett, ezért hamarosan a kamera másik végére került. Lassacskán haladt végig a rendezői székhez vezető úton: üzenetvivő, segéd vágó, segéd kellékes, kellékes, rendezőasszisztens, másod rendező, majd végül rendező lett.
Első filmjét 1920-ban rendezte William Fox stúdiójánál The Twins of Suffering Creek címmel. Miután megrendezett egy tucatnyi alacsony költségvetésű westernt, a Paramount Pictures 1927-ben felkérte, hogy rendezze meg a Szárnyak című I. világháborús témájú produkciót. A film hatalmas siker lett, és az első Oscar-díj átadón a legjobb film díjjal tüntette ki az Akadémia.
A '30-as és '40-es években olyan sikerfilmek fűződtek a nevéhez, mint a Közellenség (1931), Csillag születik (1937), Különös eset (1943) vagy a Csatatér (1949). Az '50-es években két filmben is együtt dolgozott John Wayne-nel: Sziget az égen (1953). és a A gőgös (1954).
Utolsó filmje az 1958-as  Lafayette Escadrille, melynek rendezője, producere, forgatókönyvírója és narrátora is volt egyben. Wellman pályafutása során több mint 80 filmet rendezett. Sok színész nem szeretett vele dolgozni, mert fenyegető stílusban követelte meg azt, amit látni szeretett volna a filmvásznon. Wellman előnyben részesítette a férfi színészeket, mert azoknak nem volt szüksége annyi készülődésre a felvételek előtt, mint női kollégáinak. Mindezek ellenére Wellmannek sikerült hét színészt is az Oscar-jelölésig juttatni: Brian Donlevy, Janet Gaynor, Fredric March, Robert Mitchum, Jan Sterling, Claire Trevor és James Whitmore.

## Családja
Wellman három rövidnek mondható házasság után feleségül vette Dorothy Coonant, akitől négy lánya és három fia született. William Jr. fia könyvet is írt apjáról: Az ember a szárnyaival avagy William A. Wellman és az első Oscar-díj nyertes legjobb film elkészítése címmel. Továbbá többször is a Turner Classic Movies csatorna vendége volt, amikor édesapja filmjeit mutatta be.
Wellman 1975-ben halt meg leukémiában. Testét elhamvasztották, majd a tengerbe szórták. Özvegye 2009-ben halt meg 95 éves korában.

## Jelentősebb díjak és jelölések
- Oscar-díj
  - 1938 díj: legjobb eredeti történet - Csillag születik
  - 1955 jelölés: legjobb rendező - A gőgös
  - 1950 jelölés: legjobb rendező - Csatatér
  - 1938 jelölés: legjobb rendező - Csillag születik
- Velencei Nemzetközi Filmfesztivál
  - 1937 jelölés: Mussolini Kupa - Csillag születik

## Fontosabb filmjei
- 1955 - Véres sikátor (Blood Alley)
- 1954 - A gőgös (The High and the Mighty)
- 1953 - Sziget az égen (Island the the Sky)
- 1951 - Át a széles Missourin (Across the Wide Missouri)
- 1951 - A nők nyugatra tartanak (Westward the Women)
- 1949 - Csatatér (Battleground)
- 1945 - G. I. Joe története (The Story of G. I. Joe)
- 1944 - Bufallo Bill
- 1943 - Különös eset (The Ox-Bow Incident)
- 1942 - Roxie Hart
- 1939 - Kék csillag (Beau Geste)
- 1937 - Ahol semmi sem szent (Nothing Sacred)
- 1937 - Csillag születik (A Star Is Born)
- 1934 - Viva Villa!
- 1933 - Az utca vad kölykei (The Wild Boys of the Road)
- 1931 - Közellenség (Public Enemy)
- 1927 - Szárnyak (Wings)

## További információ
- William A. Wellman a PORT.hu-n (magyarul)
- William A. Wellman az Internet Movie Database-ben (angolul)

## Fordítás
- Ez a szócikk részben vagy egészben  a   William_A._Wellman című angol Wikipédia-szócikk fordításán alapul.  Az eredeti cikk szerkesztőit annak laptörténete sorolja fel. Ez a jelzés csupán a megfogalmazás eredetét és a szerzői jogokat jelzi, nem szolgál a cikkben szereplő információk forrásmegjelöléseként.